# Фалкон Хеви
Фалкон Хеви (енгл. Falcon Heavy), раније позната као Фалкон 9 Хеви, је ракета-носач супер-тешке категорије америчке компаније Спејс екс. Фалкон Хеви је моћнија верзија ракете Фалкон 9 v1.1FT, и њену конструкцију ће чинити централно језгро ракете Фалкон 9, и два додатна језгра исте конфигурације која ће бити коришћена за додатни потисак у првим фазама лета (такозвани бустери, енгл. boosters). У оваквој конфигурацији ракета ће моћи да достави 54.400 килограма у НЗО, у поређењу са ракетом Фалкон 9 која у исту орбиту може да достави 22.800 килограма. Први лет планиран је за пролеће 2016. године, али је због експлозије ракете Фалкон 9 у јуну 2015. померен за новембар 2016. Фалкон Хеви је дизајнирана да може превозити људе, а њена носивост пружа могућност да се поново отпочне са људским летовима ка Месецу или Марсу. 
Почетком новембра 2015. године у СЦ Кенеди је испробано возило које ће ракету превозити од зграде за финалну монтажу до лансирне рампе. Тзв. еректор (у буквалном преводу „подизач”) је прешао пут од пар стотина метара из зграде до лансирне рампе 39А, где је подигнут у вертикалан положај.

## Конструкција
Хеви конфигурација ракете састоји се из једног ојачаног првог степена ракете Фалкон 9  које чини језгро и још два таква степена који се монтирају са стране, а служе за додатни потисак у првим фазама лета. Оваква конфигурација слична је другим ракетама-носачима тешке категорије које су у употреби или у фази развоја: Делта IV Хеви, Атлас V Хеви, Дуги марш 5 и Ангара А5. Ракета Фалкон Хеви је најмоћнија ракета-носач у употреби на свету и у орбиту може да достави два пута већу масу у односу на конкуренцију. У ниску Земљину орбиту може да достави 54.500 килограма у потрошној конфигурацији (чиме се сврстава у супер-тешку категорију ракета), док ка Марсу може да упути 13.600 килограма. Ракета је дизајнирана тако да испуни, а у многим аспектима и надмаши тренутне захтеве за превоз астронаута. Безбедносне маргине су 40% веће за оптерећења која ракета подноси током лета, што је скоро дупло више од 25% колико су код осталих ракета-носача. У фази дизајнирања сматрало се да ће ракета бити употребљена за летове ка Месецу и Марсу са људском посадом, па је конструкција ракете прилагођена тој улози. Према носивости, конструкцији и укупном потиску Хеви је најсличнија дизајну ракете Сатурн C-3 из 1960. године, који никада није спроведен у дело, а та ракета требало је да се користи за лансирање посаде до НЗО у којој би се спојила са Лунарним модулом и упутила ка Месецу (уместо овог приступа, посада и Лунарни модул лансирани су заједно ракетом Сатурн V).

### Први степен
Први степен ракете Фалкон Хеви чине три дериватива првог степена ракете Фалкон 9 , од којих сваки има по девет Мерлин  ракетних мотора, па тако први степен има укупно 27 мотора, што је највише још од совјетске ракете Н-1. При полетању, на нивоу мора, потисак свих 27 мотора износи 22.819 kN, а са повећањем надморске висине и све ређим ваздухом тај потисак се пење на 24.681 kN.
Мотори на сва три језгра су поређани у Октавеб конфигурацију како би се убрзао производни процес. Свако језгро је опремљено и са четири расклопиве ноге за слетање, као и са четири „пераја” која помажу при навођењу степена ракете ка месту за слетање. По одвајању два помоћна језгра, централни мотор на сваком наставиће да гори још пар секунди како би се осигурало успешно удаљавање од централног језгра. У типичној мисији ова два језгра ће се упутити назад ка месту за слетање недалеко од лансирне рампе са које је ракета полетела. Централно језгро наставља да сагорева још неколико десетина секунди, а затим се и оно одваја од другог степена и зависно од профила мисије наводи на слетање на аутономни брод за слетање ракета-носача у океану или се такође враћа на копно. Анализом првог степена ракете Фалкон 9  који је успешно враћен након мисије, за ракету Фалкон Хеви увешће се одређена ојачања централног језгра првог степена како би могло без оштећења да поднесе велика напрезања и загревање при повратку кроз атмосферу, док ће два помоћна језгра бити скоро идентична првом степену ракете Фалкон 9 .

### Унакрсни довод горива
Ракета Фалкон Хеви је од старта била дизајнирана са могућношћу унакрсног напајања горивом; овај систем би радио тако што би се неколико мотора централног језгра првог степена напајали горивом и оксидансом из два помоћна језгра све док њихови резервоари не буду скоро празни (у њима би свакако остало довољно да се степен може вратити до зоне за слетање недалеко од лансирне рампе). Са оваквим системом, сва три језгра би од полетања радила са пуним потиском свих мотора, а након одвајања два помоћна језгра, централно би било скоро пуно горива тако да би могло да настави још дуго да сагорева. Систем унакрсног напајања горивом, у жаргону назван „шпаргла”, помиње се у књизи орбиталне механике Тома Логсдона. Према тој књизи, инжењер Ед Кит сковао је термин „ракета – стабљика шпаргле” (енгл. asparagus-stalk booster) за ракете-носаче које примењују систем унакрсног напајања горивом. Међутим, након неколико година развоја, Илон Маск је изјавио да се макар у првој верзији ракете Фалкон Хеви не планира увођење овог система у употребу.

## Други степен
Други степен ракете Фалкон Хеви погони један Мерлин 1D Vac ракетни мотор, који представља модификовану верзију Мерлин 1D мотора који се користи за погон првог степена (највећа разлика је систем паљења, који поседује двоструки упаљач ради сигурности, као и продужена млазница). Овај мотор у вакууму производи 934 kN потиска, уз однос експанзије од 117:1 и номинално време сагоревања од 397 секунди. Резервоар другог степена је само краћа верзија резервоара првог степена, па се за његову производњу користе исте машине, чиме се штеди на времену и смањују трошкови производње.